# Shelburne (municipalité de district de la Nouvelle-Écosse)
Shelburne est une municipalité de district du Comté de Shelburne en Nouvelle-Écosse au Canada.

## Démographie
| 2001  | 2006  | 2011  | 2016  |
| ----- | ----- | ----- | ----- |
| 4 925 | 4 828 | 4 408 | 4 288 |

## Communautés
Le district municipal de Shelburne comprend plusieurs communautés.
- Allendale
- Arnold
- Atlantic
- Birchtown
- Blanche
- Carleton Village
- Churchover
- Clyde River
- East Green Harbour
- East Jordan
- East Sable River
- East Side of Ragged Island
- Granite Village
- Greenwood
- Gunning Cove
- Ingomar
- Jordan Bay
- Jordan Branch
- Jordan Falls
- Jordan Ferry
- Little Harbour
- Little Port L'Hebert
- Lockeport
- Lockeport Station
- Louis Head
- Lower Jordan Bay
- Lower Ohio
- Lower Sandy Point
- Lydgate
- McNutts Island
- Middle Ohio
- North East Harbour
- North West Harbour
- Ohio
- Osborne Harbour
- Pleasant Point
- Port Clyde
- Port L'Hebert
- Port Saxon
- Rockland
- Roseway
- Round Bay
- Sable River
- Sable River Station
- Sable River West
- Sandy Point
- Shelburne
- Upper Clyde River
- Upper Ohio
- Welshtown
- West Green Harbour
- West Middle Sable
- Western Head